# 霍龙门镇
霍龙门镇，是中华人民共和国黑龙江省黑河市嫩江市下辖的一个镇。
2017年12月28日，黑龙江省民政厅批复同意撤销霍龙门乡，设立霍龙门镇。

## 行政区划
霍龙门镇下辖以下地区：
南街村、窝窝村、前屯村、红岩村、霍龙门沟村、新立村、依克特村、新兴村、哈尔通村、泥鳅村、大安村、粮囤村、迎丰村和座虎滩村。